# 汶阳遗址
汶阳遗址位于山东省济南市莱芜区鹏泉街道办事处汶阳村西，西邻牟汶河。遗址为黄沙土高台地，南北长 670 米，东西宽 420 米，面积约281400平方米。
现遗址西部、南部因建厂遭到破坏，东部已为村庄覆盖。从砖瓦厂取土断面上看，距地表 0.5 米以下，有厚约 1 米的文化层。遗址地表多为耕地，土壤属于耕作土。从遗址采集的有凿形足鼎、袋足鬲、黑陶匜、纹饰砖、瓦当、瓷碗等碎片，年代从大汶口延续到宋元时期。该遗址曾为莱芜市第一批重点文物保护单位、山东省文物保护单位。2019年10月7日入选第八批全国重点文物保护单位。

## 研究价值
汶阳遗址是大汶河上游最重要的大汶口文化生活遗址。此地远在旧石器时代就是人类先祖的居住地，而大量唐宋陶瓷的出土以及窑址的发现，说明汶阳遗址在唐宋时期是一个大的聚落中心。而遗址青花瓷器以及其他明清器物的少见，说明了在明清时期聚落中心已经转移到别处。使这个遗址成为莱芜市最有研究价值的遗址之一。

## 保护范围
东至衡山路，西至凤凰路，北到 10KV 汶阳线 64 号线杆西向延长线，南到 10KV 泰丰线 76 号线杆西向延长线。
东北角：36°10′42.8″N，117°42′54.1″E，东南角：36°10′15.8″N，117°42′58.8″E，西南角：36°10′15.8″N，117°42′40.1″E，西北角：36°10′44.5″N，117°42′39.9″E。

## 图册
- 双龙寺
- 双龙寺内一石碑
- 双龙寺门